# Halesochila taylori
Halesochila taylori är en nattsländeart som först beskrevs av Banks 1904.  Halesochila taylori ingår i släktet Halesochila och familjen husmasknattsländor. Inga underarter finns listade i Catalogue of Life.